# تیری دوسر
تیری دوسر (فرانسوی: Thierry Dusserre‎؛ زادهٔ ۲۵ ژوئیهٔ ۱۹۶۷) ورزشکار دوگانه اهل فرانسه بود.